# Wolfsbach (Zorge)
Der Wolfsbach, mitunter auch Großer Wolfsbach, ist der linke, 5,1 km lange Quellbach der Zorge im Harz in Niedersachsen.

## Verlauf
Der Wolfsbach entspringt nordwestlich des Hohegeißer Kurparks. Er wendet sich nach seiner Quelle kurz in westliche Richtung. Einige Meter weiter knickt er nach Süden ab. Dieser Fließrichtung bleibt er bis zur Vereinigung mit dem Sprakelbach zur Zorge in Zorge treu.